# Sulpicius Alexander
Sulpicius Alexander (eind vierde eeuw) was een Romeinse historicus die een verhandeling schreef over de  Germaanse volken. Zijn werk is verloren gegaan, maar door Gregorius van Tours wordt hij geciteerd in diens werken. Het werk van Sulpicius was misschien een voortzetting van de Res gestae van Ammianus Marcellinus (die eindigde in 378 na Christus) en gebeurtenissen behandelt, welke in ieder geval plaatsvonden tot aan de dood van Valentinianus II (392 na Christus). Het werk van Sulpicius Alexander als uittreksels in Gregorius's Decem Libri Historiarum (II 9) wordt beschouwd als een belangrijke bron in iedere discussie over de oorsprong van de Frankische stammen.
- Gemeinsame Normdatei: 10240691X
- International Standard Name Identifier: 0000 0000 0325 8366
- Virtual International Authority File: 34844181